# Eupromera zonula
Eupromera zonula är en skalbaggsart som beskrevs av Maria Helena M. Galileo och Martins 1995. Eupromera zonula ingår i släktet Eupromera och familjen långhorningar. Inga underarter finns listade i Catalogue of Life.